# Nyerges szőlőmoly
A nyerges szőlőmoly (Eupoecilia ambiguella) a valódi lepkék (Glossata) alrendjébe tartozó sodrómolyfélék (Tortricidae) családjának Magyarországon is honos faja.

## Elterjedése, élőhelye
Megtalálható Európa és Ázsia minden szőlőtermesztő országában, a mediterrán vidékektől egészen Dél-Angliáig és Dél-Skandináviáig, úgyhogy Európában észak felé túl is terjed a szőlővidékeken. Ázsiában Kazahsztántól és Üzbegisztántól egészen Tajvanig és Japánig elterjedt, Észak-Afrikában nem tudott megtelepedni, bár Algírban megfigyelték.
Magyarország minden szőlőtermő vidékén előfordul, bár egyenlőtlen gyakorisággal.

## Megjelenése
Sárga szárnyát feketésbarna, trapéz alakú keresztszalag díszíti. A szárny fesztávolsága 11–15 mm. A kifejlett hernyó 10–12 mm hosszú: kezdetben sárgászöld, később sötétzöld vagy vörösbarna; feje és nyakpajzsa fényes, fekete.

## Életmódja
Hazánkban egy évben két nemzedéke nő fel, és a bábok telelnek át. Az első nemzedék lepkéi április végén–májusban, éjszaka rajzanak. A lepkék az esti szürkületben és éjszaka a legaktívabbak. A hernyók zömmel júniusban fejlődnek ki és júliusban rajzanak. A nyári nemzedék utódai augusztustól fejlődnek ki, ősszel bábozódnak, majd a bábok áttelelnek.
A hernyók fő tápnövénye a szőlő, de hazánkban ezenkívül:
- a ribiszke,
- a borostyán,
- az orgona,
- a bangita,
- a mezei juhar,
- a kutyabenge,
- a fagyal és
- a vadszőlő is.

Külföldön tizenkét növénycsalád összesen harminckét faján figyelték meg; főleg cserjéken – tehát a tarka szőlőmolyhoz (Lobesia botrana) hasonlóan polifág faj. Tavasszal a fiatal hernyók a bimbós, a virágzó vagy éppen kötődött szőlőfürtöt támadják meg, és közben laza szövedéket szőnek. Berágnak a még ki nem nyílt bimbóba vagy a zsenge bogyóba, és azok belsejét eszik ki. A nyári hernyók a fiatal, de még zöld bogyók belsejében károsítanak.
Hűvös, csapadékos időben gyakori, míg a tarka szőlőmoly a száraz, meleg időjárást kedveli.